# 长沙工业职工大学
长沙工业职工大学（英語：Changsha Industrial Worker College）位于湖南省长沙市雨花区井湾子，为湖南省一所成人大学。

## 历史
1980年，湖南省长沙市经委建立了“长沙市冶金机械工业局职工大学”。 1991年，学校改名为“长沙机械电子职工大学”。 1996年，学校再次改名为“长沙工业职工大学”。2010年，中华人民共和国教育部颁发文件“2010年具有成人高等学历教育招生资格高校名单”，湖南省的十二所中就有“长沙工业职工大学”。

## 学校院系
长沙职工大学一共有2个系，14个专业。
- 院系：经管系、机械电子系

- 专业：经济管理、计算机财会、资产评估、计算机应用、计算机信息管理、机电设备运行与维修。

## 对外合作
长沙职工大学和中南大学建立了友好合作伙伴关系。